# Нефёдов, Алексей Иванович
Алексей Иванович Нефёдов — советский хозяйственный и государственный деятель, Герой Социалистического Труда.

## Биография
Родился в 1927 году в селе Голубовка. Член КПСС.
Участник Великой Отечественной и советско-японской войны:
В 1951—1987 — плотник, бригадир комплексной бригады плотников строительно-монтажного управления «Химмашстрой» треста «Сумыхимстрой».
Указом Президиума Верховного Совета СССР от 8 июня 1979 года присвоено звание Героя Социалистического Труда с вручением ордена Ленина и золотой медали «Серп и Молот».
Делегат XXIV съезда КПСС.
Жил в Сумах.

## Награды и звания
- Герой Социалистического Труда (08.06.1979)
- Орден Ленина (08.08.1964, 08.06.1979)
- Орден Октябрьской Революции (22.03.1974)
- Орден Отечественной войны II степени (1985)